# Apostolul (film)
Apostolul (în engleză Apostle) este un film de groază folk gotic din 2018, scris, regizat și montat de Gareth Evans. Rolurile principale au fost interpretate de actorii Dan Stevens, Lucy Boynton, Mark Lewis Jones, Bill Milner, Kristine Froseth, Paul Higgins și Michael Sheen. A avut premiera mondială la Fantastic Fest în septembrie 2018 și a fost difuzat de Netflix din 12 octombrie 2018. Prezintă un britanic în încercarea de a-și salva sora de o sectă de pe o insulă îndepărtată. Filmul a avut recenzii în general pozitive din partea criticilor.

## Rezumat
În 1905, Thomas Richardson se duce pe o insulă îndepărtată din Țara Galilor pentru a o salva pe sora sa, Jennifer, care a fost răpită și reținută pentru răscumpărare de către o sectă misterioasă. Dându-se drept convertit, Thomas îl întâlnește pe lider, Malcolm Howe, care a pus bazele sectei împreună cu alți doi condamnați, Frank și Quinn. Ei susțin că insula neroditoare a fost fertilizată prin sacrificii de sânge (ofrande). Thomas îi descoperă pe fiul lui Frank, Jeremy, și pe fiica lui Quinn, Ffion, furișându-se acasă după o întâlnire romantică. El îl obligă pe Jeremy să recunoască că Jennifer a fost răpită pentru răscumpărare, deoarece secta nu are resursele necesare pentru a plăti sacrificiile continue de animale necesare pentru a menține fertilitatea insulei.
Unul dintre nou-veniți încearcă să-l asasineze pe Malcolm, dar Thomas intervine și este rănit. Noaptea, Malcolm o plimbă pe Jennifer prin sat, susținând că va fi ucisă dacă complicele ei nu se dezvăluie. Thomas fuge de o bătrână care îl urmărește și se refugiază într-o peșteră de pe plajă unde descoperă semne pe stâncă care înfățișează o zeitate. Malcolm intră într-un hambar unde se află bătrâna, care este de fapt zeitatea insulei care este prinsă în rădăcini de copaci. El o mustră pentru că i s-a arătat lui Thomas înainte de a o hrăni cu sângele său, ceea ce face ca vegetația să înflorească. Thomas îi spune fiicei lui Malcolm, Andrea, că a fost un misionar creștin persecutat în Peking în timpul Răscoalei Boxerilor pentru că a adus creștinismul în China și și-a pierdut credința după ce zeul său nu a intervenit. Ea îl duce într-o colibă dintr-un lan de grâu ca să se ascundă.
Ffion îi spune lui Jeremy că este însărcinată, iar cei doi plănuiesc să fugă. Furios, Quinn o mutilează pe Ffion într-un avort forțat. Jeremy îl înjunghie pe Quinn, care îi înscenează lui Jeremy uciderea Ffionei și ajunge victima unui ritual de „purificare” în care este ucis în public de Quinn. 
Quinn îl numește pe Malcolm profet fals și îi cere să dovedească contrariul prin uciderea lui Thomas. Frank, înfuriat de moartea fiului său, îl atacă pe Quinn, permițându-i lui Thomas să scape.
Frank și Thomas fug și ajung în hambarul unde este ținută Zeița. Frank intră, hotărât să o ucidă pe Zeiță, dar este ucis de o figură mascată, Grinder, pe care Thomas îl vede hrănind Zeița cu forța din trupul lui Jeremy. Thomas o găsește pe Jennifer în viață, atârnată într-un sac. În timp ce o eliberează, este doborât de Grinder. Se trezește legat de o masă de tocat carne cu cârlige înfipte în mâini și picioare. El scapă și îl ucide pe Grinder.
Quinn dezvăluie lui Jennifer și Andreei captive în biserică că a închis-o pe Zeiță după ce el și Malcolm și-au dat seama de puterile acesteia și că plănuiește să le lase însărcinate de multe ori pentru a folosi copiii în sacrificii de sânge. Zeița îi dezvăluie totul lui Thomas și îl imploră să o elibereze; el îi îndeplinește dorința și îi dă foc. Satul ia și el foc, în timp ce sătenii fug de pe insulă cu bărcile. Thomas, Andrea și Jennifer îl doboară și-l ucid pe Quinn, dar Thomas este înjunghiat grav. El le însoțește pe Jennifer și Andrea în drumul spre bărci înainte de a se prăbuși, luându-și rămas bun de la Jennifer și Andrea în timp ce acestea evadează. Cu credința sa în Dumnezeu refăcută, Thomas este descoperit de Malcolm, de asemenea rănit. Pe măsură ce sângerează pe pământ, vegetația din jurul său crește și intră în corpul său. Ochii lui capătă aceeași formă și culoare ca ai zeiței, semnificând renașterea sa ca noul gardian al insulei.

## Distribuție
- Dan Stevens – Thomas Richardson, fost misionar care și-a pierdut credința.
- Michael Sheen – Malcolm Howe, liderul unei secte de pe o insulă galeză
- Mark Lewis Jones – Quinn, adjunctul lui Malcolm.
- Paul Higgins – Frank, unul dintre fondatorii cultului alături de Malcolm și Quinn.
- Lucy Boynton – Andrea Howe, fiica lui Malcolm.
- Bill Milner – Jeremy, fiul lui Frank și iubitul lui Ffion.
- Kristine Froseth – Ffion, fiica lui Quinn și iubita lui Jeremy.
- Elen Rhys – Jennifer Richardson, sora lui Thomas, care a fost răpită de secta lui Malcolm.
- Sharon Morgan – Ea, zeița sectei.
- Sebastian McCheyne – Grinder, o creatură umanoidă însângerată și păzitorul zeiței sectei.
- Lex Lamprey – gardian al orașului.

## Producție
La 2 noiembrie 2016, s-a dezvăluit că Gareth Evans lucrează la un nou proiect ca scenarist și regizor. S-a confirmat că Dan Stevens va fi distribuit în rolul principal.
În martie 2017, filmul a fost preluat de Netflix. Mai târziu în martie, s-a anunțat că Michael Sheen, Lucy Boynton, Bill Milner și Kristine Froseth s-au alăturat distribuției.
Filmările principale au început în aprilie 2017.
A fost filmat în mare parte într-un platou construit în Margam Park, Neath Port Talbot, Țara Galilor.

## Lansare
Filmul a avut premiera la Fantastic Fest în septembrie 2018.
A început să fie difuzat de Netflix la 12 octombrie 2018.

## Recepție
Pe Rotten Tomatoes, are o notă de 79%, bazat pe 73 de recenzii, cu o notă medie de 6,7/10. Consensul site-ului este: „Apostolul rezistă la sperieturile ușoare în favoarea unei coborâri constante, lente, în groază, dirijată de o interpretare centrală impunătoare a lui Dan Stevens.” Metacritic, care folosește o medie ponderată, a atribuit filmului un scor mediu de 62 din 100, pe baza a 19 critici, indicând recenzii „în general favorabile”.
Variety, pe baza altor recenzii, l-a consiferat un omagiu adus filmului Omul de răchită din 1973.
The Hollywood Reporter a afirmat că „deși bătăliile culminante sunt violente, nu aduc niciodată cu adevărat senzație”, concluzionând că „fanii seriei Raidul [seria anterioară de filme a lui Evans] ar trebui să caute senzații tari în altă parte”. Collider și The AV Club au acordat recenzii mai favorabile, un B, respectiv un B minus.
Un critic de la IndieWire⁠(d) l-a inclus în topul său cu „cele mai înfricoșătoare 25 de filme de pe Netflix” din 2025, numindu-l „o producție folk horror excepțională”.

### Premii și nominalizări
| Premiu                                          | Categorie                                         | Primitor       | Rezultat     | Ref.          |
| ----------------------------------------------- | ------------------------------------------------- | -------------- | ------------ | ------------- |
| BAFTA Cymru⁠(d)                                  | Cel mai bun actor                                 | Michael Sheen  | Nominalizare | [ 16 ] [ 17 ] |
| BAFTA Cymru⁠(d)                                  | Cele mai bune costume                             | Jane Spicer    | Nominalizare | [ 16 ] [ 17 ] |
| BAFTA Cymru⁠(d)                                  | Cel mai bun machiaj și coafură                    | Clair Williams | Câștigat     | [ 16 ] [ 17 ] |
| BAFTA Cymru⁠(d)                                  | Cel mai bun design de producție                   | Tom Pearce     | Nominalizare | [ 16 ] [ 17 ] |
| Fright Meter Awards                             | Cel mai bun actor                                 | Dan Stevens⁠(d) | Nominalizare | [ 18 ]        |
| Fright Meter Awards                             | Cel mai bun actor în rol secundar                 | Michael Sheen  | Nominalizare | [ 18 ]        |
| Fright Meter Awards                             | Cele mai bune costume                             | Jane Spicer    | Nominalizare | [ 18 ]        |
| Fangoria Chainsaw Awards⁠(d)                     | Cea mai bună premieră în streaming a unui film⁠(d) | Apostolul      | Nominalizare | [ 19 ]        |
| Sitges - Catalonian International Film Festival | Cel mai bun film                                  | Apostolul      | Nominalizare | [ 20 ]        |